# 안흥초등학교 (강원)
안흥초등학교는 대한민국 강원특별자치도 횡성군에 있는 공립 초등학교이다.

## 학교 연혁
- 1920년 6월 29일: 안흥공립보통학교 4년제 설립인가
- 1935년 4월 1일: 6년제 설립인가
- 1938년 4월 1일: 안흥공립심상소학교 개명
- 1941년 4월 1일: 안흥국민학교 변경

## 참고 자료
- 안흥초등학교 - 한국교육학술정보원 학교알리미